# TV Kirchzell
Der Turnverein 1908 Kirchzell e. V. ist ein Handballverein aus dem im Odenwald gelegenen unterfränkischen Ort Kirchzell im Landkreis Miltenberg. 

## Handball
Obwohl der Ort im Bundesland Bayern im Landkreis Miltenberg liegt, ist der Verein dem Handballkreis Odenwald-Spessart zugeordnet und spielt damit im zum südwestdeutschen Regionalverband zählenden Hessischen Handballverband. Der TVK spielt in der Saison 2023/24 in der Oberliga Hessen, nachdem man die 3. Liga in der Saison 2022/23 nicht über die Relegation hatte halten können. In der Saison 2023/24 wurde der TVK unter seinem Trainerduo Andreas Kunz und Alexander Hauptmann Meister und stieg direkt wieder in die 3. Handball-Bundesliga Süd-West auf, in der man in der Saison 2024/25 frühzeitig den Klassenerhalt sichern konnte.
Die Spiele des TVK finden in der Kreisstadt Miltenberg in der Dreifachsporthalle des landkreiseigenen Schulzentrum Miltenberg-Nord in der Nikolaus-Fasel-Straße (1000 Plätze) statt.
Bundesweit bekannt ist der TV Kirchzell vor allem für seine Jugendarbeit. Der Dorfverein (2332 Einwohner) schafft es in regelmäßigen Abständen, bundesligataugliche Spieler auszubilden. Bekannteste Beispiele sind die Nationalspieler Andreas Wolff, Carsten Lichtlein, Heiko Grimm und Bernd Roos. Aus der intensiven Jugendarbeit resultierten schon eine Deutsche Meisterschaft in der B-Jugend sowie zwei Deutsche Vizemeisterschaften in der A-Jugend. Mit fast 3000 Zuschauern bei einem A-Jugend-Spiel konnte der TVK im Jahr 2004 eine rekordverdächtige Zuschauerkulisse für ein Jugend-Handballspiel vorweisen.
Die erste Männermannschaft des TV Kirchzell spielte in der Saison 2006/2007 in der 2. Handball-Bundesliga, stieg aber als Tabellenvorletzter wieder in die Regionalliga ab, wo sie bis 2010 spielte. Ab der Saison 2010/11 trat man in der neugegründeten 3. Liga an. Im Jahr 2017 stieg Kirchzell in die Oberliga ab und 2019 gelang als Meister der Oberliga Hessen der Wiederaufstieg. Nach der Saison 2022/23 stieg der TV Kirchzell über die Relegation, die den Amateurverein bis nach Flensburg reisen ließ, in die Oberliga ab. Die Saison 2023/24 schloss der TV Kirchzell unter seinem Trainerduo Andreas Kunz und Alexander Hauptmann als Meister der Oberliga Hessen ab und qualifizierte sich somit für die 3. Liga Süd-West.

### Erfolge
Der TV Kirchzell spielte bislang insgesamt vier Jahre in der 2. Handball-Bundesliga.
Die Gesamtbilanz aus 136 Spielen beläuft sich auf 41 Siege, 11 Unentschieden und 84 Niederlagen bei 3562:3772 Toren.
Die beste Platzierung des Vereins in der 2. Bundesliga war Platz 13, der in den ersten beiden Zweitligajahren jeweils erreicht werden konnte.
Außerdem wurde der Verein zweimal Südwestdeutscher Meister (= Meister der Regionalliga des Südwestdeutschen Handballverbandes) und belegte viermal den zweiten Platz in der Regionalliga.
- Südwestdeutscher Meister (3. Liga) 2000, 2006
- Süddeutscher Vizemeister (3. Liga) 2005
- Aufstieg in die 2. Bundesliga 2000, 2006

### Die Bilanz der letzten Spielzeiten
- Saison 2024/25 6. Platz 3. Liga Süd-West
- Saison 2023/24 1. Platz Oberliga Hessen (Aufstieg)
- Saison 2022/23 11. Platz 3. Liga Süd-West und 3. Platz in der Abstiegsrelegation
- Saison 2021/22 8. Platz 3. Liga Staffel E und 1. Platz in der Klassenverbleibsrunde
- Saison 2020/21 3. Liga Mitte wg. Pandemie abgebrochen
- Saison 2019/20  14. Platz 3. Liga Mitte
- Saison 2018/19 1. Platz Oberliga Hessen (Aufstieg über Aufstiegsrunde)
- Saison 2017/18 Oberliga Hessen
- Saison 2016/17 16. Platz 3. Liga Ost (Abstieg)
- Saison 2015/16 12. Platz 3. Liga Ost
- Saison 2014/15 5. Platz 3. Liga Ost
- Saison 2013/14 3. Platz 3. Liga Ost
- Saison 2012/13 8. Platz 3. Liga Süd
- Saison 2011/12 5. Platz 3. Liga Süd
- Saison 2010/11 6. Platz 3. Liga Süd
- Saison 2009/2010 7. Platz Regionalliga Südwest (Qualifikation 3. Liga)
- Saison 2008/2009  5. Platz Regionalliga Südwest
- Saison 2007/2008  3. Platz Regionalliga Südwest
- Saison 2006/2007 17. Platz 2. Bundesliga Süd (Abstieg in die Regionalliga Südwest)
- Saison 2005/2006  1. Platz Regionalliga Südwest (Aufstieg in die 2. Bundesliga) (Punktgleich mit SG Wallau/Massenheim)*
- Saison 2004/2005  2. Platz Regionalliga Süd (Punktgleich mit SG Bietigheim-Metterzimmern)*/**
- Saison 2003/2004  2. Platz Regionalliga Südwest
- Saison 2002/2003 17. Platz 2. Bundesliga Süd (Abstieg in die Regionalliga Südwest)
- Saison 2001/2002 13. Platz 2. Bundesliga Süd
- Saison 2000/2001 13. Platz 2. Bundesliga Süd
- Saison 1999/2000  1. Platz Regionalliga Südwest (Aufstieg in die 2. Bundesliga)
- Saison 1998/1999  2. Platz Regionalliga Südwest
- Saison 1997/1998  3. Platz Regionalliga Südwest Staffel Nord
- Saison 1996/1997  2. Platz Regionalliga Südwest Staffel Nord

(*) Bei Punktgleichheit entschied jeweils der direkte Vergleich aus den Spielen gegeneinander über Auf- und Abstieg
(**) 2004/05 spielte der TV Kirchzell in der Regionalliga Süd. Von 2000 bis 2005 waren die Regionalligen nicht auf die Verbandsgrenzen zugeschnitten, sondern wurden nach objektiven regionalen Gesichtspunkten eingeteilt.

### Bekannte ehemalige Spieler
- Petar Djordjic
- Heiko Grimm
- Marcus Hock
- Carsten Lichtlein
- Andreas Kunz
- Bernd Roos
- Patrick Schmidt
- Andreas Wolff
- Alexander Hauptmann
- Bernd Hofmann
- Ievgen Shuk
- Tom Spieß

### Jugend
2004 und 2009 wurde die männliche A-Jugend Deutscher Vizemeister.
Im Jahr 1999 wurde die männliche B-Jugend Deutscher Meister.

## Abteilungen
Neben der Handball-Abteilung gibt es im Verein mit der Leichtathletik- und Turn-Abteilung zwei weitere Sparten.